# 查特奧克 (加利福尼亞州)
查特奧克（英語：Charter Oak）是位於美國加利福尼亞州洛杉磯縣的一個人口普查指定地區。

## 地理
查特奧克的座標為34°06′05″N 117°51′28″W / 34.10139°N 117.85778°W，而該地最高點為海拔高度232米（即761英尺）。

## 人口
根據2010年美國人口普查的數據，查特奧克的面積為2.403平方千米，當中陸地面積為2.403平方千米，而水域面積為0.000平方千米。當地共有人口9310人，而人口密度為每平方千米3,874人。